# 刘善福
刘善福（1915年—1973年），男，安徽六安人，中华人民共和国军事人物，中国人民解放军少将，曾任湖南省军区副司令员，湖南省革命委员会副主任。